# Àrreu (Alts Pirineus)
|  | Per a altres significats, vegeu «Àrreu». |

Àrreu (en francès Arreau) és un municipi occità d'administració francesa, situat al departament dels Alts Pirineus i a la regió d'Occitània. Limita amb Campan i Ancida al nord-oest, amb Aspin i Beireda e Jumet al nord, amb Hreishet al nord-est, amb Barrancoèu a l'est, amb Palhac i Gèdeu a l'est, amb Cadiac al sud-oest, amb Lançon al sud i amb Cadau de Devath al sud-est.

## Demografia
| 1962                                       | 1968 | 1975 | 1982 | 1990 | 1999 | 2007 |
| ------------------------------------------ | ---- | ---- | ---- | ---- | ---- | ---- |
| 876                                        | 936  | 913  | 816  | 853  | 827  | 838  |
| Des de 1962: població sense dobles comptes |      |      |      |      |      |      |

## Administració
| Període   | Identitat       | Partit |
| --------- | --------------- | ------ |
| 1971-1977 | Exupére Verdier |        |
| 1977-1995 | Bénito Buetas   |        |
| 1995-     | Guy Vidailhet   |        |

## Agermanaments
- L'Aïnsa

## Galeria d'imatges

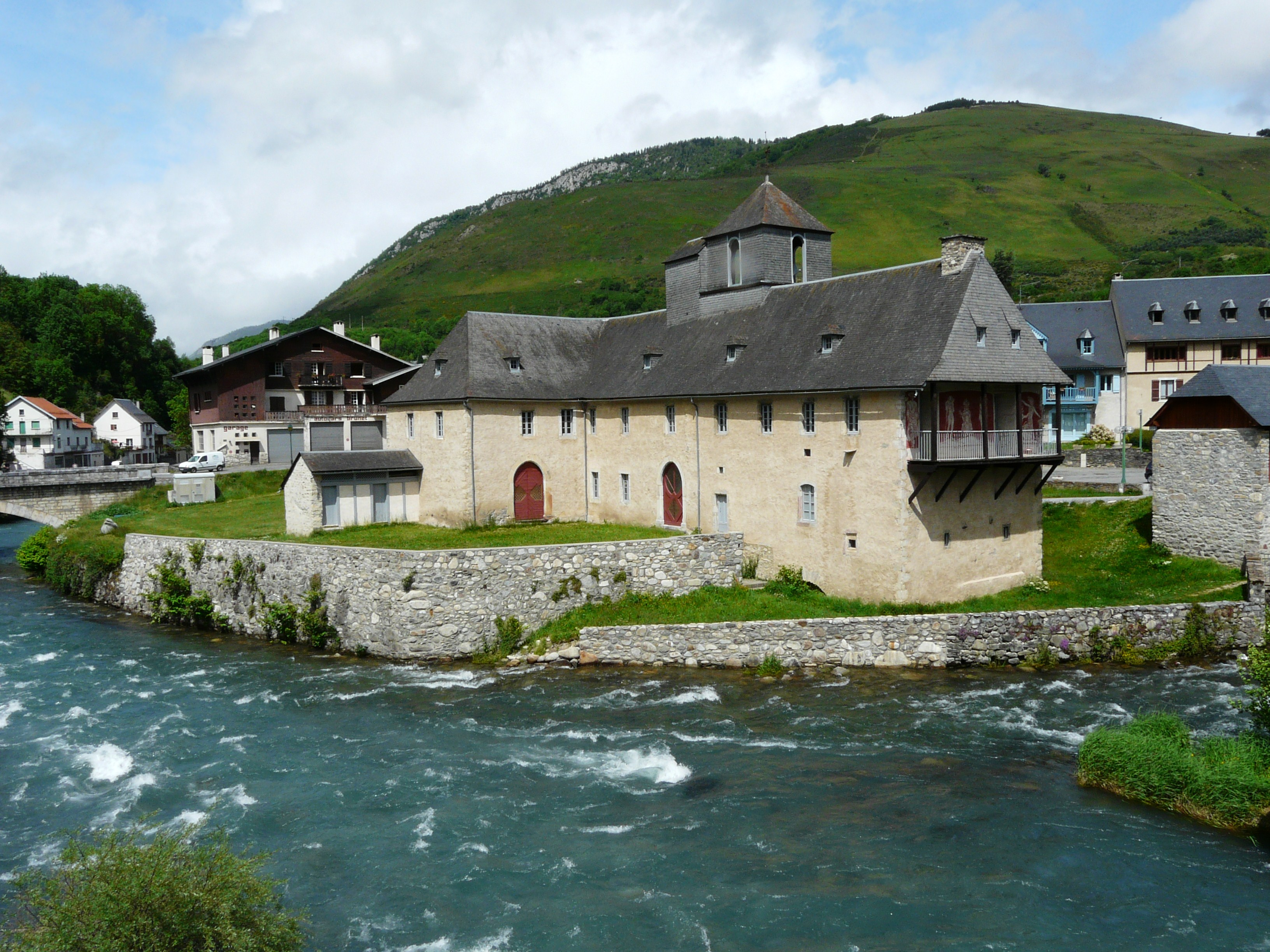
El castell de Nestés
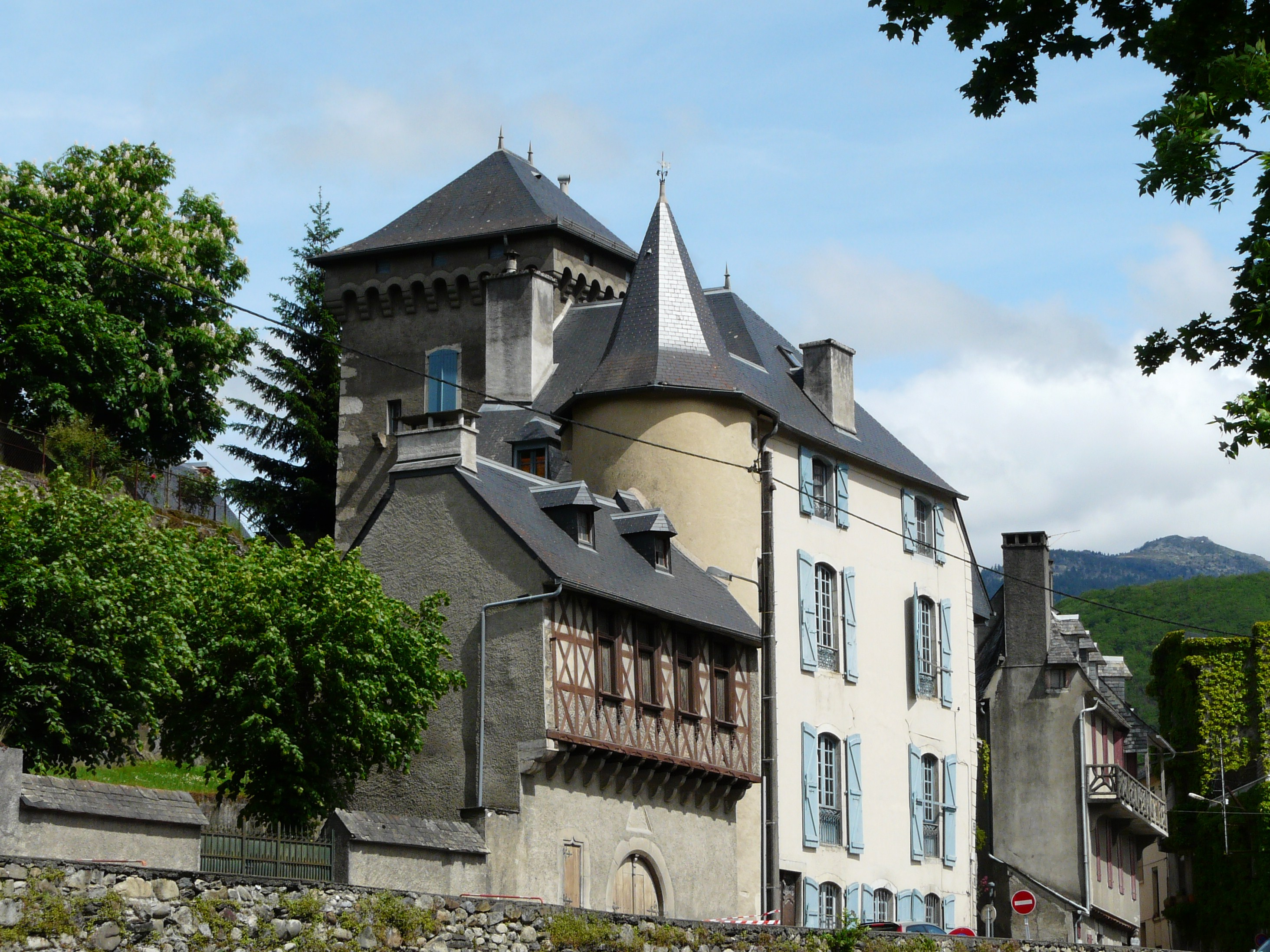
El castell de Segura
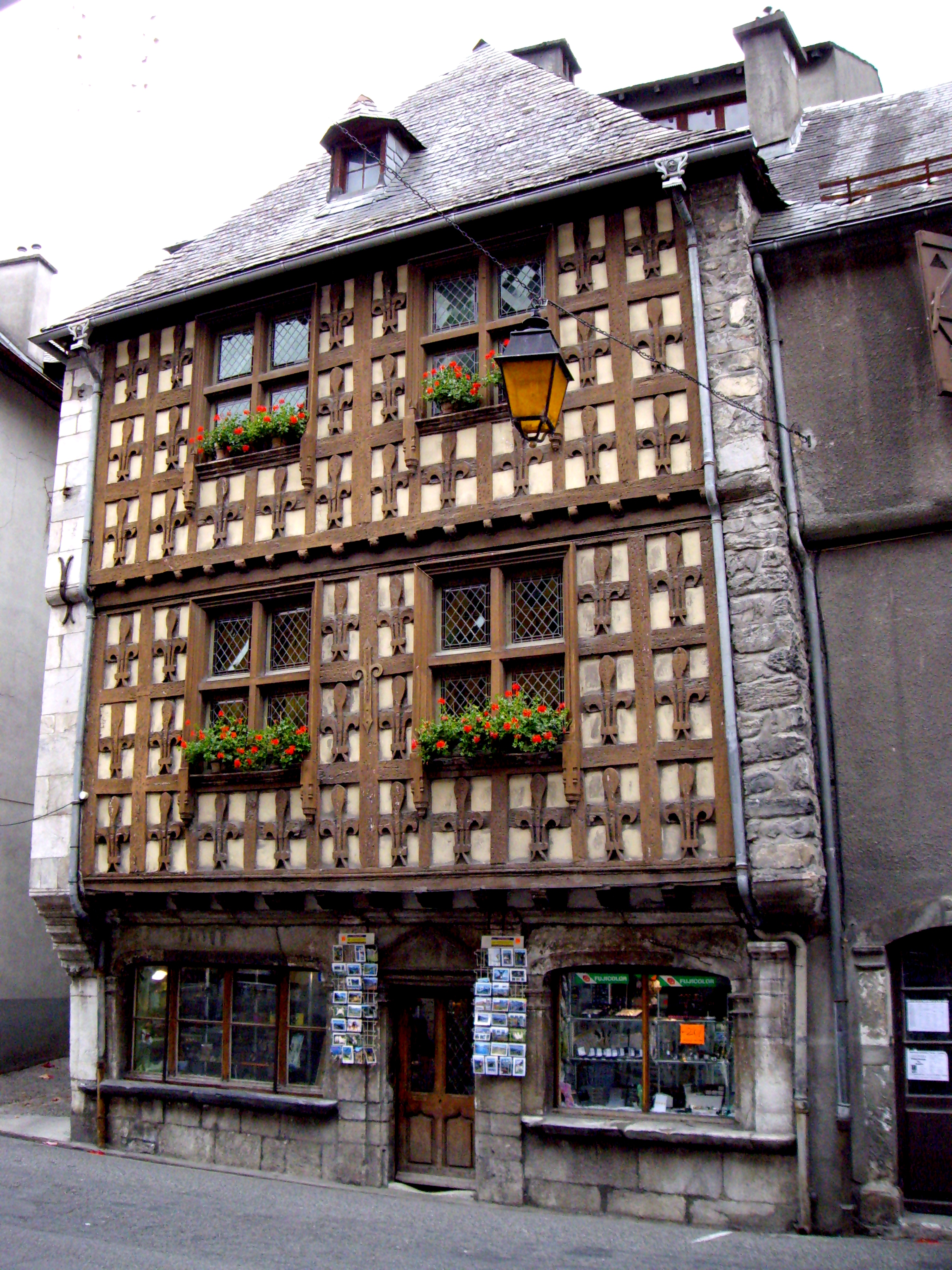
La casa del Lis
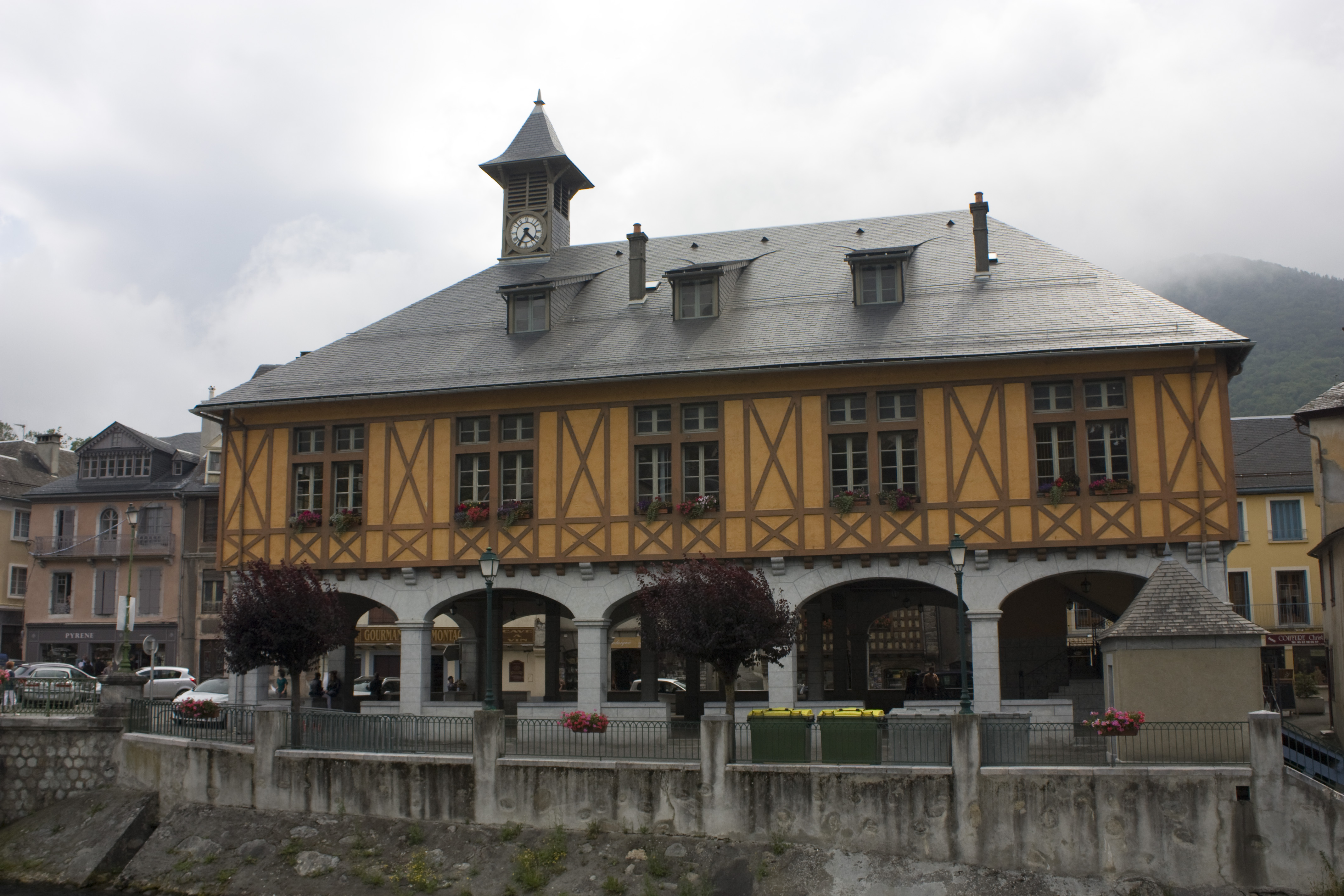
L'alcaldia